# NGC 6500
NGC 6500 est une vaste galaxie spirale située dans la constellation d'Hercule. Sa vitesse par rapport au fond diffus cosmologique est de 2 922 ± 7 km/s, ce qui correspond à une distance de Hubble de 43,1 ± 3,0 Mpc (∼141 millions d'al). NGC 6500 a été découverte par l'astronome germano-britannique William Herschel en 1799.
La classe de luminosité de NGC 6500 est II et elle présente une large raie HI. C'est est une radiogalaxie à spectre continu (« Flat-Spectrum Radio Source ») ainsi qu'une galaxie LINER, c'est-à-dire une galaxie dont le noyau présente un spectre d'émission caractérisé par de larges raies d'atomes faiblement ionisés.
NGC 6500 forme une paire de galaxies avec NGC 6501.
À ce jour, trois mesures non basées sur le décalage vers le rouge (redshift) donnent une distance de 67,333 ± 0,503 Mpc (∼220 millions d'al), ce qui est nettement à l'extérieur des valeurs de la distance de Hubble. Notons que c'est avec la valeur moyenne des mesures indépendantes, lorsqu'elles existent, que la base de données NASA/IPAC calcule le diamètre d'une galaxie et qu'en conséquence le diamètre de NGC 6500 pourrait être d'environ 31,3 kpc (∼102 000 al) si on utilisait la distance de Hubble pour le calculer.

## Trou noir supermassif
Selon une étude publiée en 2009 et basée sur la vitesse interne de la galaxie mesurée par le télescope spatial Hubble, la masse du trou noir supermassif au centre de NGC 6500 serait comprise entre 130 millions et 430 millions de {\displaystyle M_{\odot }}.

## Groupe de 6500
NGC 6500 est la principale galaxie d'un groupe qui porte son nom. Le groupe de NGC 6500 compte au moins six membres. Les cinq autres galaxies du groupe sont NGC 6467, NGC 6501, UGC 10966 (NGC 6430), UGC 11037 et UGC 11044.